# Albert Güldenpenning
Albert Güldenpenning (* 17. Februar 1854 in Anklam; † 29. August 1896) war ein deutscher Klassischer Philologe und Gymnasiallehrer.
Güldenpenning besuchte das Gymnasium in Anklam bis 1874 und studierte anschließend Klassische Philologie, Geschichte und Erdkunde in Greifswald, Berlin und Halle. Am 2. Mai 1878 wurde er in Halle mit der Dissertation „Die Quellen zur Geschichte des Kaisers Theodosius des Grossen“ promoviert. Diese Arbeit wurde zusammen mit der Dissertation von Julius Ifland publiziert und ist bis heute als gründliche Quellenanalyse von Wert. Danach besuchte er das Seminar für Gymnasiallehrer in Stettin. 
Seit Herbst 1881 lehrte er am Gymnasium in Pyritz, seit dem 1. Oktober 1888 am 
Gymnasium in Stargard in Pommern. Ostern 1890 nahm er am ersten archäologischen Kurs für Gymnasiallehrer des Deutschen Archäologischen Instituts in Berlin teil, im Herbst 1891 an einem solchen in Italien. 
Seit dem 1. Dezember 1892 war er Lehrer am Gymnasium in Dramburg. 1894/95 erhielt er ein halbes Reisestipendium des Deutschen Archäologischen Instituts für Gymnasiallehrer, mit dem er ein halbes Jahr in Athen verbrachte und von dort aus Griechenland bereiste.

## Veröffentlichungen
- mit Julius Ifland: Der Kaiser Theodosius der Große. Ein Beitrag zur römischen Kaisergeschichte. Halle, Niemeyer 1878 (Nachdruck Osnabrück, Olms 2006).
- Über die Besiedlung der Meerbusen. Eine geographische Studie. Pyritz 1883 (Programm Gymnasium Pyritz)
- Geschichte des oströmischen Reiches unter Arcadius und Theodosius II. Halle, Niemeyer 1885 (Nachdruck Amsterdam, Hakkert 1965)
- Die Kirchengeschichte des Theodoret von Kyrrhos, eine Untersuchung ihrer Quellen. Halle, Niemeyer 1889
- Die antike Kunst und das Gymnasium. Erfahrungen und Vorschläge. Halle, Niemeyer 1895
- Reiseerinnerungen aus Griechenland. Dramburg 1896 (Programm Gymnasium Dramburg) / Halle, Niemeyer 1896